# Igeltjärnen (Graninge socken, Ångermanland)
Igeltjärnen är en sjö i Sollefteå kommun i Ångermanland och ingår i Ångermanälvens huvudavrinningsområde.